# Фурна (Граубюнден)
Фурна (нім. Furna GR) — громада  в Швейцарії в кантоні Граубюнден, регіон Преттігау/Давос.

## Географія
Громада розташована на відстані близько 170 км на схід від Берна, 14 км на північний схід від Кура.
Фурна має площу 33,3 км², з яких на 1,1% дозволяється будівництво (житлове та будівництво доріг), 50,4% використовуються в сільськогосподарських цілях, 39,2% зайнято лісами, 9,3% не є продуктивними (річки, льодовики або гори).

## Демографія
2019 року в громаді мешкало 202 особи (+0,5% порівняно з 2010 роком), іноземців було 3,5%. Густота населення становила 6 осіб/км².
За віковим діапазоном населення розподілялося таким чином: 24,8% — особи молодші 20 років, 52,5% — особи у віці 20—64 років, 22,8% — особи у віці 65 років та старші. Було 75 помешкань (у середньому 2,7 особи в помешканні).
Із загальної кількості 85 працюючих 56 було зайнятих в первинному секторі, 10 — в обробній промисловості, 19 — в галузі послуг.